# Valea Abruzel, Alba
Valea Abruzel este un sat în comuna Bucium din județul Alba, Transilvania, România.